# Прирічне газоконденсатне родовище
Прирічне газоконденсатне родовище — дрібне газоконденсатне родовище у Чорнухинському та Лохвицькому районах Полтавської області. Відноситься до Глинсько-Солохівського газонафтоносного району Східного нафтогазоносного регіону України.

## Опис
Структуру виділили за результатами сейсмічних досліджень у 1980—1984 роках. Перша закладена тут пошукова свердловина № 1 досягла глибини у 5303 метра, проте не виявила вуглеводнів у цільових відкладах нижнього карбону. В 1994-му почали спорудження пошукової свердловини № 3, яку в підсумку добурили до глибини у 4862 метра. При випробуванні відкладень нижньовізійського підяруса (нижній карбон), які припали на 2001 рік, отримали приплив нафти з конденсатом, проте процес був ускладений руйнуванням вапнякового колектору. У підсумку через технічні проблеми свердловина виявилась втраченою. Розпочата спорудженням в 2004-му свердловина № 2 після досягнення глибини 2850 метрів також була втрачена з технічних причин. Започатковану вже у 2010-х роках свердловину № 4 довели до глибини у 430 метрів та обсадили, після чого законсервували.
Станом на 2018 рік В Державному балансі за родовищем рахуються запаси категорій С1 та С2 у 404 млн м3 газу та 125 тисяч тон конденсату.
В 2018 році ТОВ «Вест-Газ-Плюс» отримало дозвіл на геологічне вивчення, дослідно-промислову розробку та промислову розробку Прирічного родовища.